# Québec-Ouest (district électoral)
Québec-Ouest est un ancien district provincial du Québec qui a existé de la confédération jusque dans les années 1970.

## Liste des députés

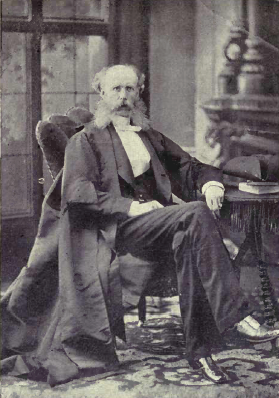
Owen Murphy, Maire de Québec de 1874-1878

| Années | Années      | Député                | Parti           |
| ------ | ----------- | --------------------- | --------------- |
|        | 1867 - 1871 | John Hearn            | Conservateur    |
|        | 1871 - 1875 | John Hearn            | Conservateur    |
|        | 1875 - 1877 | John Hearn            | Conservateur    |
|        | 1877 - 1878 | Richard Alleyn        | Conservateur    |
|        | 1878 - 1881 | Arthur H. Murphy      | Libéral         |
|        | 1881 - 1886 | Félix Carbray         | Conservateur    |
|        | 1886 - 1889 | Owen Murphy           | Libéral         |
|        | 1889 - 1890 | Owen Murphy           | Libéral         |
|        | 1890 - 1892 | Owen Murphy           | Libéral         |
|        | 1892 - 1897 | Félix Carbray         | Conservateur    |
|        | 1897 - 1900 | Félix Carbray         | Conservateur    |
|        | 1900 - 1904 | John Gabriel Hearn    | Libéral         |
|        | 1904 - 1908 | John Charles Kaine    | Libéral         |
|        | 1908 - 1912 | John Charles Kaine    | Libéral         |
|        | 1912 - 1915 | John Charles Kaine    | Libéral         |
|        | 1916 - 1919 | Martin Madden         | Libéral         |
|        | 1919 - 1923 | Martin Madden         | Libéral         |
|        | 1923 - 1926 | Martin Madden         | Libéral         |
|        | 1927 - 1931 | Joseph Ignatius Power | Libéral         |
|        | 1931 - 1935 | Joseph Ignatius Power | Libéral         |
|        | 1935 - 1936 | Charles Delagrave     | Libéral         |
|        | 1936 - 1939 | Charles Delagrave     | Libéral         |
|        | 1939 - 1944 | Charles Delagrave     | Libéral         |
|        | 1944 - 1948 | Wilfrid Samson        | Libéral         |
|        | 1948 - 1952 | Jean-Alphonse Saucier | Union nationale |
|        | 1952 - 1956 | Jules Savard          | Libéral         |
|        | 1956 - 1960 | Jean-Paul Galipeault  | Libéral         |
|        | 1960 - 1962 | Jean Lesage           | Libéral         |
|        | 1962 - 1966 | Jean Lesage           | Libéral         |